# Elisabeth Bernhardine von Tübingen
Elisabeth Bernhardine von Tübingen Freifrau von Lichteneck (* 11. Oktober 1624; † 4. November 1666) war mit Graf Karl von Salm-Neuburg (* 1604; † 1662 bis 1664) verheiratet.

## Familie
Elisabeth Bernhardine von Tübingen war eine Tochter von Konrad Wilhelm von Tübingen (* 1605; † 1630)
und dessen Ehefrau Anastasia von Leiningen-Westerburg (* 1588; † 1656). Sie war neben ihrem unehelichen Halbbruder Johann Georg von Tübingen einer der letzten Nachkommen des einst mächtigen Pfalzgrafengeschlechts von Tübingen. Sie hatte mit Graf Karl folgende Kinder:
- Maria Anna Elisabeth, Gräfin von Salm-Neuburg (* um 1650) ⚭ Johann Ferdinand, Graf von Wartenberg
- Anna Klara, Gräfin von Salm-Neuburg
- Elisabeth Emilia von Salm-Neuburg ⚭ Jaroslaw Florian Sswihowsky
- Franz Leopold, Graf von Salm-Neuburg ⚭ Maria Herzenlaut von Schifer Freiin von und zu Freiling und Daxberg
- Franziska Barbara, Gräfin von Salm-Neuburg (* 1655) ⚭ Romedius Constantin, Graf von Thun-Hohenstein
- Johann Weikard Ignaz, Graf von Salm-Neuburg (* 19. Dezember 1645)
- Paris Johann Julius, Graf von Salm-Neuburg
- Johann Ludwig, Graf von Salm-Neuburg (* 20. Februar 1652)
- Ernst Leopold, Graf von Salm-Neuburg ⚭ Maria Franziska von Lichtenstein-Castelcorn
- Ferdinand von Salm